# ميرا ساد براون
ميرا إليانور ساد براون (بالإنجليزية: Myra Sadd Brown)‏ (3 أكتوبر 1872 - 13 أبريل 1938) مشاركة في الحملات المطالبة بحق المرأة في التصويت، وناشطة وأمميّة. بصفتها منادية بحق المرأة في التصويت، أصبحت عضوًا في الاتحاد الاجتماعي والسياسي للمرأة (WSPU) في عام 1907. بعد كسر إحدى النوافذ في وزارة الحربية البريطانية عام 1912، حُكم عليها بالسجن لمدة شهرين مع الأشغال الشاقة. في السجن، بدأت ساد براون إضرابًا عن الطعام، ما نتج عنه إطعامها بالقوة. عند إطلاق سراحها من السجن، منحها الاتحاد الاجتماعي والسياسي للمرأة ميدالية الإضراب عن الطعام.

## مطلع حياتها
ولدت ميرا إليانور ساد في أكتوبر عام 1872 في مولدون في إسيكس، وهي الطفل العاشر من بين أحد عشر طفلًا لجون غرانجر ساد وماري آن (برايس قبل الزواج)، أدارت عائلتها شركة ناجحة من تجار الأخشاب والمصنّعين. تلقت ميرا تعليمًا خاصًا في مدرسة في كولشيستر وكانت مهتمة بالحملة التي تطالب بحق المرأة في الاقتراع قبل زواجها في يوليو 1896 من إرنست براون (1869-1930) -مؤسس مشارك مع شقيقه ألبرت براون لشركة براون براذرز، وهي شركة مزوّدة لقطع غيار الدراجات- الذي التقت به بسبب حبهما المشترك لركوب الدراجات. زيّن الزوجان مكان حفل زفافهما في الكنيسة الطائفية في مولدون باللون الأرجواني والأبيض والأخضر والتي أصبحت فيما بعد ألوان الاتحاد الاجتماعي والسياسي للمرأة. مثل العديد من الأزواج التقدميين الآخرين في ذلك الوقت، دمج الزوجان كنيتيهما لتصبح ساد براون. انتقلا إلى لندن حيث أنجبا أربعة أطفال بمن فيهم: ميرا ساد براون (1899-1992)؛ إميلي برايس براون (1906-1988) وجين فرانسيس براون (1908-1988). تنوّعت شركة زوجها براون براذرز من تصنيع الدراجات إلى الأجهزة الكهربائية وعربات الأطفال والطائرات. وعند الانتقال إلى تصنيع السيارات ذات المحرك في عام 1898، تضمّنت مركباتهم السيارة رباعية العجلات من براون. أصبحت شركة براون براذرز ناجحةً للغاية، ما ضمن الأمان المالي لعائلة ساد براون.
كان أفراد عائلة ميرا ساد براون أعضاءً في الكنيسة الأبرشية، وفي وقت لاحق من حياتها أصبحت عالمة مسيحية. كانت من محبي الفنون، إذ استمتعت بحضور مسرحيات جورج برنارد شو وفنانين معدودين من أصدقائها، بمن فيهم هنري هوليدي وجيسي موذرسول.

## حركة حق المرأة في الاقتراع
بعد زواجها عام 1896، واصلت ميرا ساد براون اهتمامها بالحركة المطالبة بحق المرأة في الاقتراع. وأصبحت مشتركة في الجمعية المركزية لحق المرأة في التصويت في عام 1902 وانضمت إلى الاتحاد الاجتماعي والسياسي للمرأة في عام 1907، وحافظت أيضًا على عضويتها في مجموعات حق الاقتراع الأخرى مثل رابطة حرية المرأة ورابطة الكنيسة الحرة لحق المرأة في التصويت. ظهرت خطاباتها التي تروّج للقضية بانتظام في منشورات مثل الكومنولث المسيحي. وجعلت أطفالها أيضًا يخوضون الكفاح بما في ذلك إقناع ابنتها المراهقة ميرا بالوقوف في الشارع لبيع نسخ من صحيفة ذا ومانز دريدنوت. شاركت لاحقًا في اتحاد شرق لندن للمطالِبات بحق المرأة في الاقتراع الذي أسسته سيلفيا بانكهيرست، والذي دعت فيه حافلاتٍ محمّلةً بالنساء من الطرف الشرقي من لندن إلى منزلها بالقرب من مولدون في إسيكس.

## الاعتقال والسجن
في 4 مارس 1912، قُبض على ساد براون لأنها ألقت قرميدًا على إحدى نوافذ وزارة الحربية البريطانية، وحُكم عليها بالسجن لمدة شهرين مع الأشغال الشاقة في سجن هولوي مع عدد من المطالِبات بحق المرأة في الاقتراع بمن فيهن السيدة إميلين بانكيرست. في السجن، بدأت ساد براون إضرابًا عن الطعام، مثلها مثل العديد من المناديات بحق الاقتراع، ولكنها أُطعمت بالقوة بواسطة أنابيب مطاطية أُقحمت في حلقها. في وقت لاحق من إطعامها بالقوة، أخبرت ساد براون حراس السجن أن أنفها قد كُسر، لكنهم استمروا في إطعامها بالقوة مدعين أن «الألم الذي تعاني منه السيدة براون كان نتيجة مقاومتها العنيفة». عندما قرأ زوجها إرنست عن إطعامها بالقوة في الصحافة، كتب إلى مدير السجن يطلب توضيحًا.
مُنعت ساد براون من اقتناء مواد الكتابة، فكتبت الرسائل إلى منزلها بقلم رصاص مثلّم على ورق حمام السجن البني الداكن اللون وتم تهريبها خارج السجن. تكشف رسائلها المرسَلة إلى زوجها عن تصميمها على الكفاح من أجل الحصول على حقوقها السياسية وحقوق النساء الأخريات. إذ كتبت: «أشعر بذلك أننا بدأنا في بث الخوف من المرأة -إن لم يكن من الله- في قلوب السلطات». بينما كانت مضربة عن الطعام، تضمّنت رسالتها إليه: «أريدكَ أن تخبر جميع الأصدقاء الذين يستفسرون عني بأنني بخير، وروحي لم تضعف بعد، وأعتقد أننا ما زلنا ندافع عن القضية الأنبل في العالم، وهي قضية تستحق النضال والمعاناة». وفي رسالة بتاريخ 20 مارس 1912 كتبت: «عادت السيدة بانكهيرست وإثيل سميث إلى هذا الجناح أمس ... أوه، تخيّل هاتين المرأتين العظيمتين جالستين تحيكان الملابس للسجناء طوال فترة الظهيرة. هل يمكنك أن تتخيل مشهدًا أكثر إثارة للسخرية، من المؤكد أن هذا العالم الذي نعيش فيه مقلوب رأسًا على عقب. لمَ لا نجعل أسكويث والسير إ. غراي يجرّبان تلميع الأحذية؟» وفي رسالة موجهة إلى أطفالها ومكتوبة على ورق الحمام، قالت: «لدي سرير صغير مثير للضحك، أستطيع أن أقلبه على الحائط عندما لا أستخدمه. أنا أتعلم الفرنسية والألمانية لذلك يجب أن تعملوا بجدّ وإلّا فإن أمّكم ستعرف أشياء أكثر منكم». وأضافت إلى الرسالة تبلغ زوجها بأن: «السيدة بانكهيرست تعتقد بوجود أدلة كافية ضدها لتقبع في السجن لمدة سبع سنوات». كتبت إلى زوجها لتدع أطفالها: «يعرفون القليل عن مكاني حتى يتمكنوا من إرسال أفكارهم المحبِّة إلي. لا يجدر بهم الظن أنني سُجنت لأنني ارتكبت خطأً ما». منحها الاتحاد الاجتماعي والسياسي للمرأة ميدالية الإضراب عن الطعام بعد إطلاق سراحها من السجن.

## حياتها لاحقًا وإرثها
خلال الحرب العالمية الأولى، علّق الاتحاد الاجتماعي والسياسي للمرأة، وغيره من الجماعات المشاركة في الحملة المطالِبة بحق المرأة في التصويت، أعمالهم الكفاحية للتركيز على المجهود الحربي. خلال هذه الفترة، عملت النساء في وظائف يؤديها الرجال عادة، لإثبات قدرتهن على القيام بها بنفس المستوى وإسكات إحدى الحجج الأخيرة ضد حق المرأة في التصويت. بعد الحرب، صدر قانون تمثيل الشعب لعام 1918 الذي منح حق التصويت للنساء صاحبات الممتلكات أو زوجات أصحاب الممتلكات اللاتي يبلغن من العمر 30 عامًا أو أكثر. عند وقف الأعمال القتالية، أصبحت ميرا ساد براون عضوًا نشطًا في التحالف الدولي لتصويت المرأة وكانت في طليعة تأسيس رابطة الكومنولث البريطانية (لاحقًا رابطة دول الكومنولث) في عام 1925، وهي مجموعة نسوية مكرّسة لدعم حقوق المرأة في دول الكومنولث. أصبحت ساد براون أمينة صندوق الرابطة.
تُوفّي زوجها إرنست ساد براون، الذي دعمها طوال سنوات نشاطها ومشاركتها في الحملات، بسبب داء القلب الروماتزمي في عام 1930. في عام 1937، سافرت ميرا ساد براون إلى جنوب شرق آسيا لتشهد ولادة حفيدها الثاني. ثم سافرت إلى أنغكور وات ومالايا قبل الذهاب إلى هونغ كونغ، والتخطيط للعودة إلى الوطن على خط سكة الحديد العابرة لسيبيريا. لكنها قبل أن تفعل ذلك، أُصيبت بسكتة دماغية أودت بحياتها في مستشفى كولون في هونغ كونغ في أبريل 1938. أُحرق جثمانها في اليوم التالي في المحرقة الهندوسية في هونغ كونغ. في زاوية فناء الكنيسة المُصلِحة المتحدة في مولدون في إسيكس يوجد نصب تذكاري على شكل شجرة لعائلة ساد يخلّد ذكرى ميرا إليانور ساد براون.
عند وفاتها في عام 1938، أنشأت رابطة دول الكومنولث مكتبة ساد براون، التي أصبحت الآن جزءًا من مكتبة المرأة في كلية لندن للاقتصاد، حيث تُحفظ أوراقها ورسائلها التي أرسلتها من السجن إلى أسرتها.
تُعرض ميدالية الإضراب عن الطعام التي حصلت عليها في عام 1912 في مجموعة متاحف فيكتوريا في ملبورن في أستراليا.